# Roman d'une adolescente
Pour plus de détails, voir Fiche technique et Distribution.
Roman d'une adolescente (Roman einer Siebzehnjährigen) est un film allemand réalisé par Paul Verhoeven, sorti en 1955.

## Synopsis
Quand Eduard et Irma Schenk demandent l'adoption de Beate, maintenant âgée de 17 ans, qu'ils accueillent chez eux à Hambourg depuis dix ans maintenant, le bureau recherche à nouveau les parents biologiques de Beate. L'enfant de sept ans s'était éloignée de ses parents et toutes les enquêtes ont échoué. Il s'avère que le père des Beate, Karl Hoffmann, vit à Berlin en tant que chauffeur de taxi indépendant avec la mère des Beate, Anna, et sa sœur de quatorze ans, Elfriede.
Anna, la mère de Beate, se rend immédiatement à Hambourg pour finalement ramener son enfant à la maison. Depuis la disparition de la petite, les Hoffmann avaient œuvré dur pour la retrouver. Mais les retrouvailles avec sa fille sont très différentes de ce qu'elle avait imaginé. Les Schenk sont riches et peuvent offrir à Beate beaucoup plus qu'elle et son mari ne le pourraient. En plus du Cube à Hambourg, ils exploitent également d'autres boîtes de nuit bien florissantes dans d'autres villes, dont Berlin. Pour aggraver les choses, la jeune fille a une relation étroite avec ses parents d'accueil et leur est très attachée. Anna Hoffmann retourne donc toute seule à Berlin, car elle ne sait pas ce qui devrait se passer maintenant. Les Schenk sont heureux de son départ et espèrent que Beate pourra rester avec eux.
Bien que les Schenk aient toujours veillé à ce que Beate n'entre pas en contact avec leur environnement professionnel, un jour elle visite secrètement le Cube avec ses amis et rencontre le violoniste Milos Janos, dont elle est immédiatement impressionnée. C'est une situation très difficile pour son ami d'enfance Christian, qui aime la jeune fille de tout son cœur. Étonnamment pour la famille Schenk, cependant, Karl Hoffmann se tient à leur porte. L'homme énergique croit que Beate se sentira à l'aise une fois qu'elle vivra avec sa vraie famille. Comme Schenk n'avait aucun moyen de refuser son père à sa fille, Beate avait juste accepté pour le voyage à Berlin en cherchant à se débarrasser de ce père. Elle est chaleureusement accueillie par sa mère et sa sœur, et toutes deux font de grands efforts pour lui permettre de s'habituer plus facilement à un environnement plutôt simple. Karl Hoffmann, quant à lui, se débat avec le fait que sa fille aînée soit si dédaigneuse. Sa tentative de faire appliquer quelque chose qui ne peut pas être appliqué tourne mal. Le résultat est une dispute et une atmosphère désagréable. Dans une lettre que Beate a écrite à ses parents adoptifs, elle se plaint de leurs souffrances. Irma Schenk décide donc de se rendre à Berlin pour ramener sa fille adoptive. Quand Hoffmann entend parler des lettres de sa fille, il est non seulement extrêmement déçu, mais aussi tellement en colère qu'il montre la porte à Beate. Anna Hoffmann tente en vain de jouer un rôle de médiateur.
Bien qu'elle voulait revenir à Hambourg, Beate n'est pas contente non plus. La jeune fille se sent déchirée. Lorsque ses parents d'accueil veulent la pousser à témoigner contre son père biologique, ce qui pourrait avoir un effet positif sur une adoption que les Schenk souhaitent toujours, elle refuse. Beate se sent laissée seule par tout le monde et se tourne vers Milos Janos. Dans son inexpérience, elle n'a aucune idée que le violoniste est sur le déclin depuis longtemps. Il persuade Beate d'aller à Munich avec lui, puis tente de faire chanter Schenk, qu'il tient pour le père de Beate. Quand il apprend à quel point quelle est vraiment l'identité des Beate, il la laisse à Munich sans un sou. La jeune femme tente alors de se suicider après avoir écrit une lettre d'adieu à son petit ami Christian.
Heureusement, le plan de Beate échoue. Les événements suivants lui montrent à qui elle appartient. Ses parents d'accueil s'inquiètent également pour elle, mais au moins autant pour s'assurer que ces événements désagréables ne soient pas rendus publics. Les Hoffmann, en revanche, qui se sont immédiatement précipités au chevet de la fille, sont profondément préoccupés et même disposés à la laisser rester avec les Schenk, qui peuvent lui offrir tellement plus matériellement, si c'est ce qu'elle veut. Beate sait maintenant où est sa place, sanglotant et serrant ses parents dans ses bras. Maintenant, la famille est enfin réunie.

## Fiche technique
- Titre français : Roman d'une adolescente[1]
- Titre original allemand : Roman einer Siebzehnjährigen
- Réalisation : Paul Verhoeven
- Scénario : Werner Hill, Paul Verhoeven
- Musique : Norbert Schultze
- Direction artistique : Franz Bi, Bruno Monden
- Photographie : Karl Schröder (de)
- Montage : Heinz Haber
- Production : Bernhard F. Schmidt
- Société de production : Delos-Film
- Société de distribution : Constantin Film
- Pays de production :  Allemagne de l'Ouest
- Langue : allemand
- Format : Noir et blanc - 1,37:1 - mono - 35 mm
- Genre : Dramatique
- Durée : 100 minutes
- Dates de sortie :
  - Allemagne de l'Ouest : 4 novembre 1955.
  - France : 23 janvier 1957[1].

## Distribution
- Ingrid Andree : Beate
- Hans Nielsen : Eduard Schenk
- Alice Treff (de) : Irma Schenk
- Paul Dahlke : Karl Hoffmann
- Therese Giehse : Anna Hoffmann
- Heidi Brühl : Elfriede Hoffmann
- Peter Mosbacher : Gerard
- Siegfried Breuer jr. : Christian
- Wolfgang Völz : M. Brökelmann
- Dorothea Wieck: Mme Berndorff
- Paul Verhoeven : Le médecin
- Käthe Braun (de) : La femme enceinte
- Otto Stoeckel : Le comte Auernheim
- Herbert Weißbach (de) : Blädel, chauffeur de taxi
- Kurt Waitzmann : Le directeur exécutif

## Source de traduction
- (de) Cet article est partiellement ou en totalité issu de l’article de Wikipédia en allemand intitulé « Roman einer Siebzehnjährigen » (voir la liste des auteurs).